# Branimir Glavaš
Branimir Glavaš, hrvaški pravnik, politik in general, * 23. september 1956, Osijek, FLRJ.

## Življenje

### Politična kariera
Leta 1989 je bil eden od ustanoviteljev HDZ v Zagrebu, leta 2005 Društva državljanov Hrvaškega demokratskega zbora Slavonije in Baranje in leta 2006 Hrvaške demokratske zveze Slavonije in Baranje.
Leta 1990 je bil izvoljen za poslanca v Saboru in nato za zveznega poslanca SFRJ. Bil je dolgoletni župan Osiješko-baranjske županije.

### Vojaška kariera
Na začetku vojne je bil imenovan za sekretarja ljudske obrambe občine Osijek. Leta 1991 je postal pomočnik poveljnika obrambe mesta Osijek, bil povišan v majorja in še istega leta imenovan za poveljnika obrambe mesta Osijek. Naslednje leto je postal pomočnik poveljnika 1. operativne cone Osijek.
Leta 2007 je bil obtožen za vojne zločine, a je uspel pobegniti v BiH, kjer so ga septembra 2010 aretirali. Kasneje so ga obsodili na 8 let zapora.
9. septembra 2010 ga je predsednik Hrvaške Ivo Josipović degradiral; odvzem čina in častniških pravic je pričel veljati 20. septembra istega leta. Po petih letih zaprtja je bil izpuščen iz zapora, potem ko mu je hrvaško ustavno sodišče iz procesnih razlogov razveljavilo obsodbo za vojne zločine. Njegov primer je bil vrnjen vrhovnemu sodišču v ponovno sojenje. Julija 2016 je vrhovno sodišče razveljavilo njegovo sodbo in odredilo ponovno sojenje.

## Odlikovanja
- Spomenica Domovinskog rata
- Spomenica domovinske zahvalnosti
- Red hrvatskog trolista
- Red Ante Starčevića
- Red bana Jelačića
- Red kneza Domagoja z ogrlico
- Red kneza Trpimira z ogrlico in Danico.